# Erythromelana obumbrata
Erythromelana obumbrata là một loài ruồi trong họ Tachinidae.